# Sybra fuscoapicaloides
Sybra fuscoapicaloides là một loài bọ cánh cứng trong họ Cerambycidae.